# 袋鼠島
袋鼠島，又译坎加鲁岛，是澳洲繼塔斯曼尼亞及梅爾維爾島之後的第三大島嶼，面積約4,405平方公里。袋鼠島位處聖文森特灣的入口，距離南澳州的首府阿德萊德西南112公里。島上距離大陸最近的位置離弗勒里厄半島的傑維斯海角有13.5公里。該島居民超過4,000名，主要產業為農業、旅遊業和漁業。每年接待遊客超過14萬人，是南澳最著名的旅遊區之一。島上四分之一的面積被定為國家公園和保護區，有多種保育動物在其中棲息。

## 地理
坎加鲁岛东西方向长150公里，南北方向宽度介于900米和57公里之间，其海岸线长达540公里。海岛面积为4,405平方公里，但只有16%的面积高于海拔200米，制高点高度为海拔320米。其西北方隔着调查者号海峡是约克半岛，东北方隔着巴克斯泰斯海峡（Backstairs Passage）是杰维斯角。

### 气候
岛上6月至9月的冬季温和潮湿，夏季则通常温暖干燥。由于受海洋影响，尤其是在海岸线附近，夏季的最高气温极少超过35摄氏度。8月的平均气温在摄氏13到16度之间，而最热的2月均温则在摄氏20到25度。岛上三分之二的年降水集中在5月至9月之间，年降水量在金斯科特地区约为450公厘，在中央高原顶部的罗奥潟湖附近则为900公厘，最潮湿的月份是7月。

### 火灾

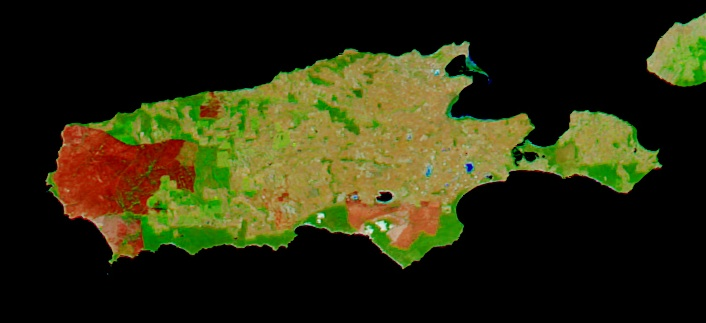
卫星照片中红色为着火区

2007年12月6日，闪电击中坎加鲁岛造成多处大火。在火势于12月16日被完全控制之前，占岛上五分之一的超过900平方公里的土地遭到焚烧，主要位于岛上的国家公园和保护区。最严重的灾情发生在弗林德斯蔡斯国家公园（Flinders Chase National Park），有约630平方公里，即整个公园的85%的地区被大火焚烧。在大火中至少造成了1名22岁的当地居民遇难。在此之前，坎加鲁岛在1975年和1958年都遭受过重大火灾。
2019年12月开始，澳大利亚很多地方开始出现持续火灾。到2020年1月6日止，大约17万公顷，即该岛的三分之一，已被烧毁。岛上著名的度假酒店Southern Ocean Lodge在火灾中被夷为废墟。

## 历史
坎加鲁岛在约9000年前因海平面上升而与澳大利亚大陆分离。岛上的石器发现表明澳大利亚原住民在至少11,000多年前就在岛上居住，人们认为这些原住民于公元前200年左右消失，原因可能为疾病、近亲繁殖、战争、气候变化或外迁。
1802年，英国探险者马修·福林达斯在北岸達德利半島附近登陆后，将岛屿命名为“Kanguroo (sic) Island”。很快，为该岛屿绘制大量地图的法国探险者尼古拉·博丹也在随后登岛。虽然当时英国与法国处于战争状态，但他们两人和平相处。他们在今天弗伦奇曼岩石附近的霍格湾一起使用渗出的淡水泉，这个社区现在叫做彭纳肖（Penneshaw）。
自1802年起，一群海豹狩猎者与其他人一起组成了非正式的社区，直至1836年南澳有了正式的殖民者。第一艘抵达的船只是由罗伯特·克拉克·摩根（Robert Clark Morgan，1798－1864）船长指挥的约克公爵号（Duke of York）。海豹狩猎者是一群粗暴的男子和一些绑架自塔斯马尼亚和南澳大陆的原住民女子。这些女子被迫参与海豹狩猎者的工作。有三名原住民女子试图逃脱并游泳返回大陆，其中一名女子成功抵达。
坎加鲁岛上最大的城镇是金斯科特。这个镇于1836年7月27日在里夫斯角建立，是南澳最早一个正式的欧洲殖民地。金斯科特曾被提议作为南澳的首府，但岛上的资源无法支持如此庞大的社区，最终人们选择了阿德莱德殖民地。
彭纳肖是坎加鲁岛上第二大的城镇，目前人口约300人，位于岛东端达德利半岛的东北角上。这里是将游客和维持本地人口的必要货物运送到这个岛上的轮渡码头的所在地。帕德那（Parndana）是岛上的第三大城镇，人口约150人，该镇居民主要散布在城镇附近几公里的范围内，而非城镇中。在城镇东南的历史区被当地人称作“研究中心”，是1940年代至1950年代间为研究当地开展种植业的可行性而设立的研究机构的所在地，目前是约20人的居住地。美洲河（American River）是岛上的第四大城镇，居民约有120人。彭纳肖、帕德那和美洲河都有一些包括日常商铺、加油站和宾馆在内的一些基础设施，但是诸如银行和大型超商这样的设施只有金斯科特有。

## 人口和经济
根据2006年进行的普查，岛上的人口总数为4,259人。近年来由于年轻人更倾向于在大陆发展，人口增长速度有所下降。普查数据表明超过55岁的人口在居民中所占比例由2001年的24.1%增长到了29.8%。

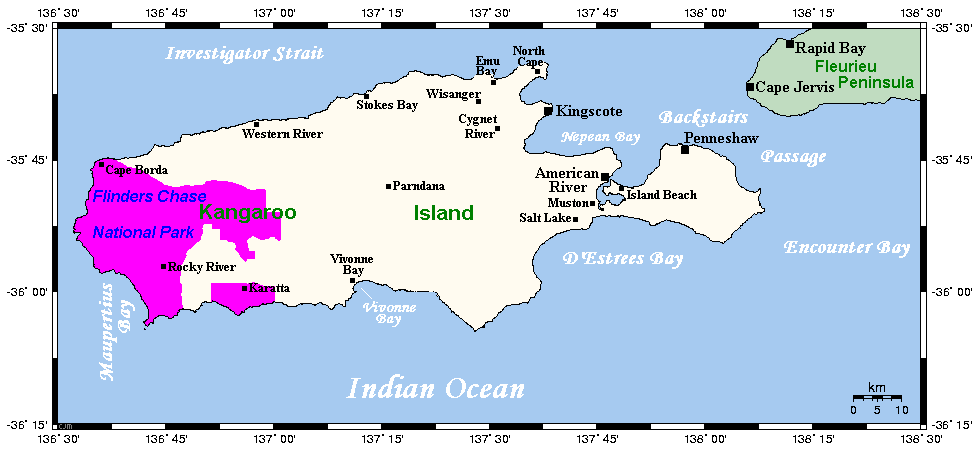
袋鼠島地圖

岛上的经济产业主要为农业（酿酒、蜂蜜、羊毛、肉制品和谷物）。传统上绵羊放牧业是岛上农业的主要成分，但是近年来如马铃薯和油菜等更多样化的作物相继引入，随着降雨量较高的地区出产的高品质肉牛的增加，牛肉养殖业也有所成长。由于岛上每年要接待超过十四万名的观光客，以及在该岛崎岖的南部海岸能够捕捞到优质的南部岩龙虾，旅游业和渔业也在岛上经济中扮演重要的角色。坎加鲁岛拥有南澳唯一的桉树油提炼厂，其产品从本地的坎加鲁岛窄叶小桉树（Kangaroo Island Narrow Leaf Mallee）提取。
岛上还有30家葡萄种植园，总面积超过2平方公里，出产近20种本地品牌的葡萄酒。其中第一家葡萄种植园于1976年在东部湾播种，并于1982年制造出第一批葡萄酒。原酒与托利斯·巴罗沙酒（Tolleys Barossa）混合，并在东部湾酒厂的地窖门口作为“坎岛-巴罗沙”（KI-Barossa）调酒出售。在东部湾的B·海耶斯（B. Hayers）的监督下建立的弗洛朗斯种植园于1990年出产了自己的第一批葡萄酒——东部湾小天鹅（Eastern Cove Cygnet），并引入南澳大利亚大学。这种酒因此带有第一款“100%来自坎加鲁岛”的称号标签。
坎加鲁岛还因其出产的蜂蜜以及作为全世界最古老的蜜蜂保护区而闻名。1881年，该岛自意大利的利古里亚省引进了利古里亚蜂，目前是全世界唯一拥有该纯种蜂的地区。因此，将蜜蜂和任何蜂蜜制品带入坎加鲁岛都是禁止的。

## 政府

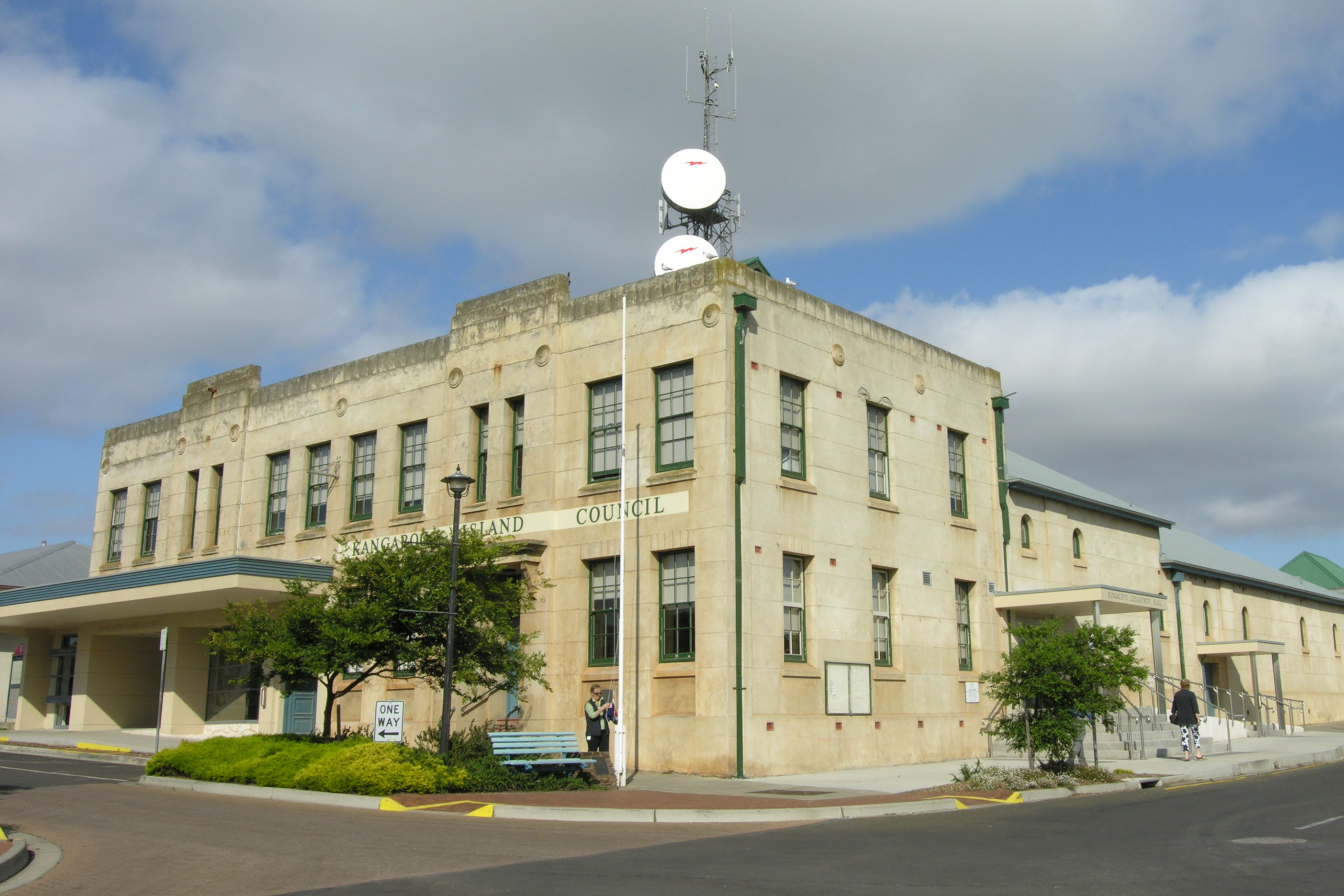
坎加鲁岛议会

坎加鲁岛议会是管理整个岛屿的政府机构，于1996年由之前的金斯科特区议会和达德利区议会合并而成。坎加鲁岛属于联邦选举的梅約司（Division of Mayo），目前的代表为亚历山大·唐纳；并属于州内的芬尼丝选区（Electoral District of Finniss），目前的代表为迈克尔·彭杰利（Michael Pengilly），他是坎加鲁岛议会的前市长。
坎加鲁岛议会目前发布了总体发展计划修正案的草案，这是自1996年以来对发展问题的第一次重要审查。此外，一份遗产开发计划修正案的草案也同时公示征求公众意见。超过一百处地点已被建议列入地方文物登记，将每处地点列入登记都须议会批准一些必要的改进提案。

## 交通

### 海运

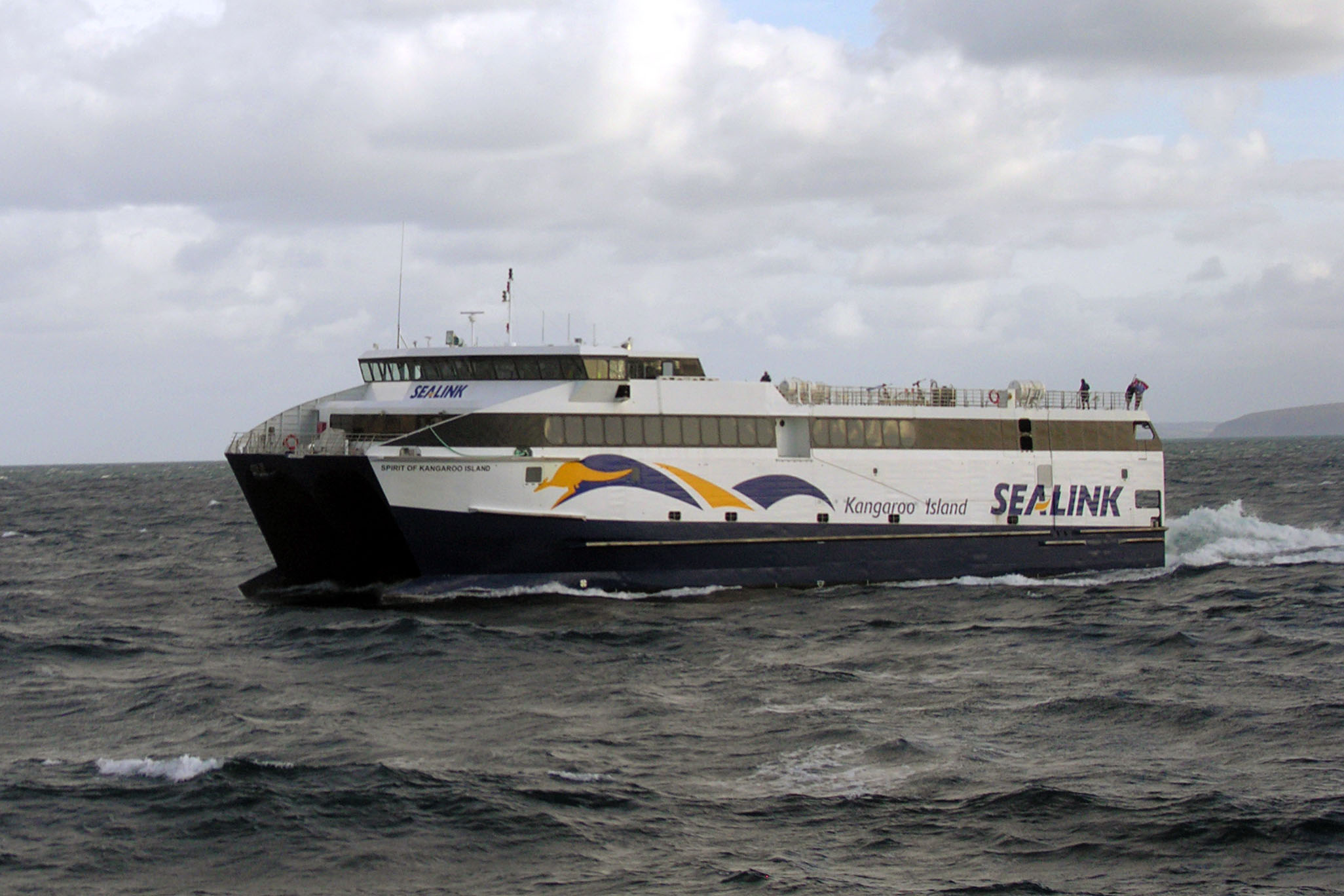
服役中的海狮2000号

在1907年至1961年期间，阿德莱德港和金斯科特之间的客货运输最初是由卡拉塔（Karrata）号承担。
卡拉塔号退役后，RW·米勒（RW. Miller）经营的M·V·特罗布里奇（M.V. Troubridge）号替代了它，并在晚些时候成为了与南澳政府合资运营的线路。M·V·特罗布里奇号是一艘最大载重量为1,996吨的滚装船，直至阿德莱德港、林肯港和金斯科特使用了专门设计的装载支架才开始采用其他装卸方式。
M·V·特罗布里奇号的运营至1987年6月1日结束，被政府运营的价值2300万澳元的岛屿水路（Island Seaway）号取代。岛屿水路号由埃格洛工程公司（Eglo Engineering）在阿德莱德港制造，适用与特罗布里奇号相同的装载平台。该船由于不适于跨越巴克斯泰斯海峡而被严重批评。在起初的一次航行中有75只牛羊因一氧化碳中毒而死亡，该船也被形容为“操纵起来如购物手推车一般”。之后，这艘船在1989年9月进行了耗资一百万澳元的推进系统改装，从而改进了其可靠性。
在1980年代，岛屿水路号开始受到坎加鲁岛海联（Kangaroo Island SeaLink）公司的竞争，后者运营着杰维斯角与彭纳肖之间的航线。海联公司收购了原先由彼得·马奇（Peter March）引入的渡轮服务。彼得的菲兰德勒渡轮公司（Philanderer Ferries）是开创杰维斯角到彭纳肖航线的先锋，其中菲兰德勒3号（Philanderer 3）是旅客与汽车混装的双体船。1980年代，其麾下的两艘客船海德罗弗莱特33号（Hydroflite H33）和岛民号（Islander）曾经在一段短时期内运行格莱内尔格（Glenelg）到金斯科特的航线。
海联公司自创立来打败了很多竞争对手。博托克（Boat Torque），一家西澳公司，曾经在1994年至1997年间使用
超级弗莱特号（Superflyte）运营格莱内尔格到金斯科特的航线。坎加鲁岛渡轮（Kangaroo Island Ferries）公司曾经短期投资水路号（SeaWay），在2004年9月至2005年2月间运营维丽那湾（Wirrina Cove）至金斯科特的航线。水路号不如海联公司所用的船只那样能够在恶劣天气中运行，影响了其服务的稳定性。在由别的资本接手后，水路号于2007年8月重新开始运营。然而在2008年5月，水路号的运营者宣告由于燃油价格上涨，其服务将再次中止至2008年10月。2008年6月，水路号的运营公司由政府接管，船只则被出售。
随着海联公司引进岛屿领航者（Island Navigator）号，岛屿水路号的使命结束了，其服务中止后由海联公司利用政府补贴运作所有往返坎加鲁岛之间的货运服务。由于对杰维斯角泊位的长期租赁，海联公司目前对坎加鲁岛的海运拥有实际垄断的地位。根据海联公司和南澳政府的有效期至2024年的协议，在海联公司提供航线服务的前后各一小时内不允许其他运营者使用杰维斯角的设施。坎加鲁岛的居民对这一给予海联公司排他性的安排表示不满。

### 空运

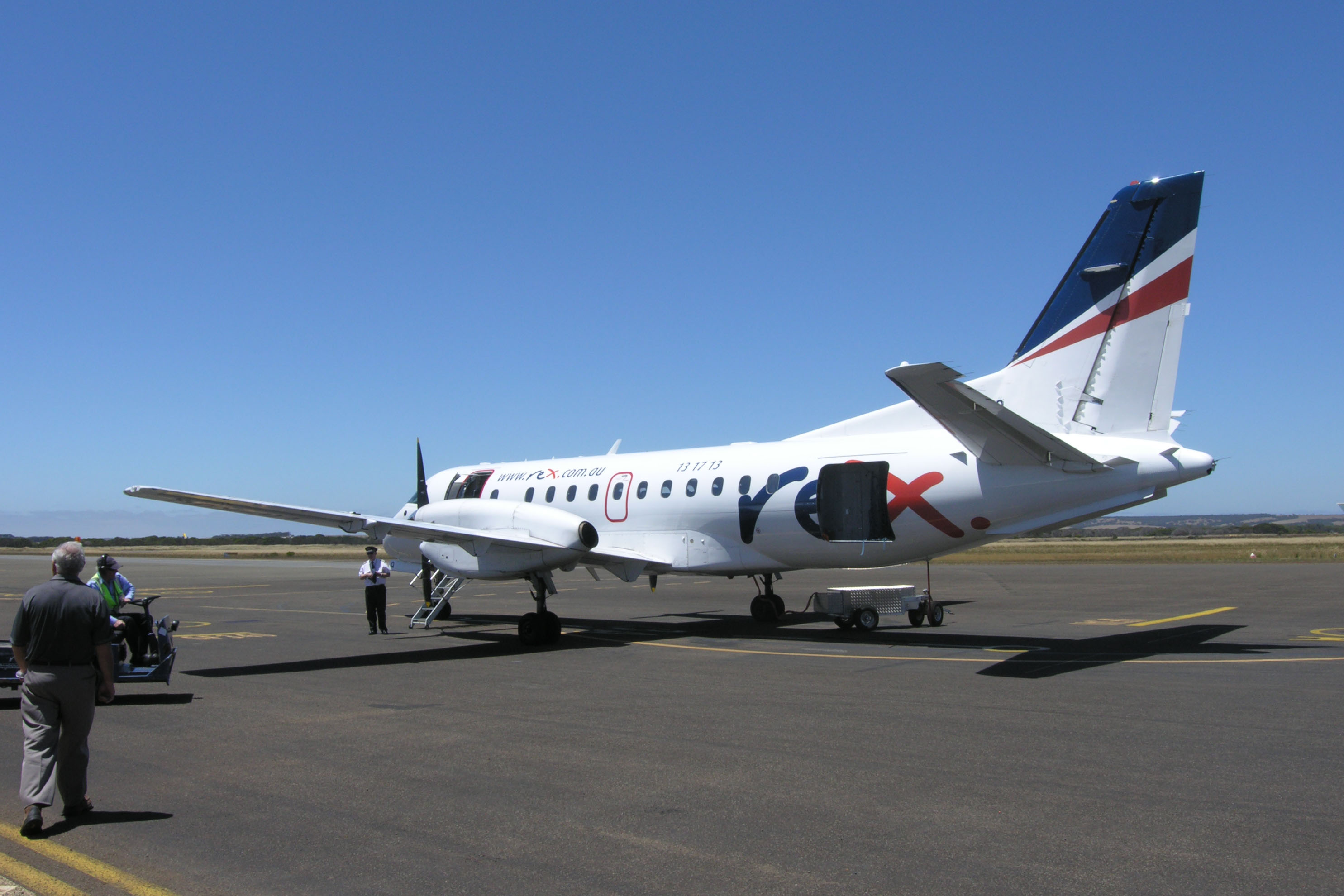
一架区域快线的萨博340在金斯科特机场等待登机

自1930年代起，几内亚航空（Guinea Airways）运营了坎加鲁岛最初的商业航线。1959年，该航空公司被安捷航空的子公司南澳航空公司（Airlines of South Australia，ASA）收购。该航线最终运营至1986年4月4日。南澳航空公司主要使用康维尔（Convair）、道格拉斯DC-3和福克F27飞机。在1970年代，也曾偶尔使用比亚乔P166（Piaggio P166）飞机，罗斯航空（Rossair）的塞斯纳402（Cessna 402）飞机也曾在非高峰时段替代南澳航空的F27飞行。
随着南澳航空的撤资，安捷公司的另一个子公司肯德尔航空公司（Kendell Airlines）使用19座的費爾柴爾德梅特羅和34座的萨博飞机运营至坎岛的航线。随着安捷航空在2002年最终破产，区域快线收购了肯德尔航空并持续服务至今。
在与拥有更灵活的航班时刻表的较大型航空公司的竞争中，自1970年代起一系列规模较小的航空公司通过各种方式成功维持了其作为“第二梯队”的存在。岛屿航空（Island Air）和佩加斯（Pagas）曾经在1970年代短暂运营，而最成功的是自1980年开始运营的鸸鹋航空公司（Emu Airways），其最后一个航班在2005年11月结束飞行。在航空管理部门裁定关闭除金斯科特以外的所有机场之前，鸸鹋航空曾使用派珀飞机公司的酋长型飞机运营金斯科特、美洲河、彭纳肖和帕德那航点。在1990年代，坎加鲁岛航空公司（Air Kangaroo Island，先前的Air Transit）使用塞斯纳402经营该岛航线。在1980年代和1990年代初，基思·史蒂文斯（Keith Stevens）的信天翁航空公司（Albatross Airlines）也曾经营该岛航线。
在1986年至1990年间，劳埃德航空（Lloyd Aviation）使用巴西航空工业的EMB-110型飞机和爱尔兰制肖特330（Short 330）型飞机经营该岛航线，康莫德航空公司（Commodore Airlines，后来成为州立航空，State Air）也曾提供航线服务供选择。澳航连线（QantasLink）在鸸鹋航空倒闭后不久，自2005年12月18日起开始为该岛提供航线服务，但在6个月内就取消了。在此期间，澳航连线曾首次开辟了从坎加鲁岛直飞墨尔本的航线。
自2007年1月起，澳南航空（Air South）使用泰坦9座飞机每天提供4个班次的服务。

## 自然保护

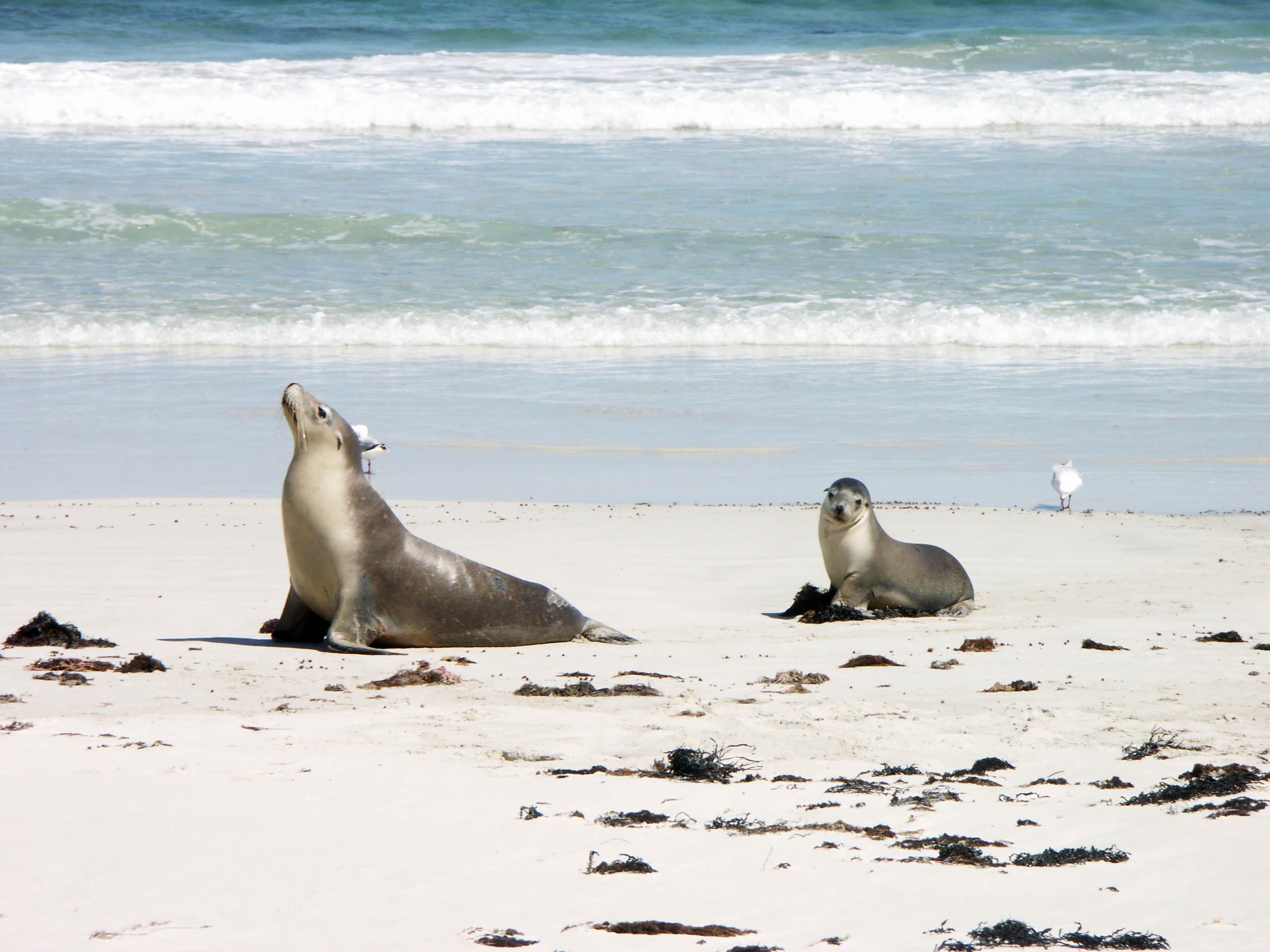
海豹湾的海狮

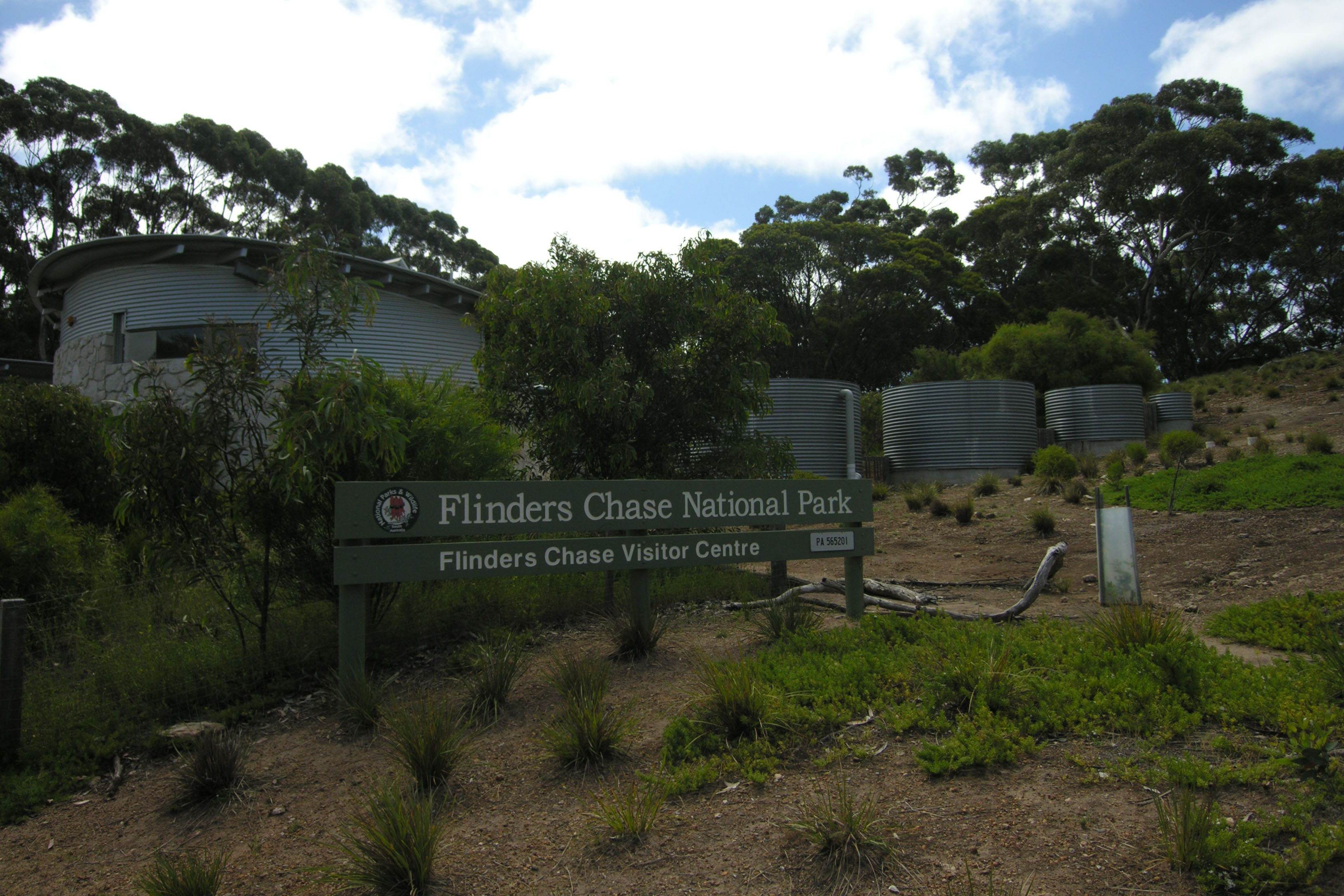
弗林德斯·蔡斯游客中心

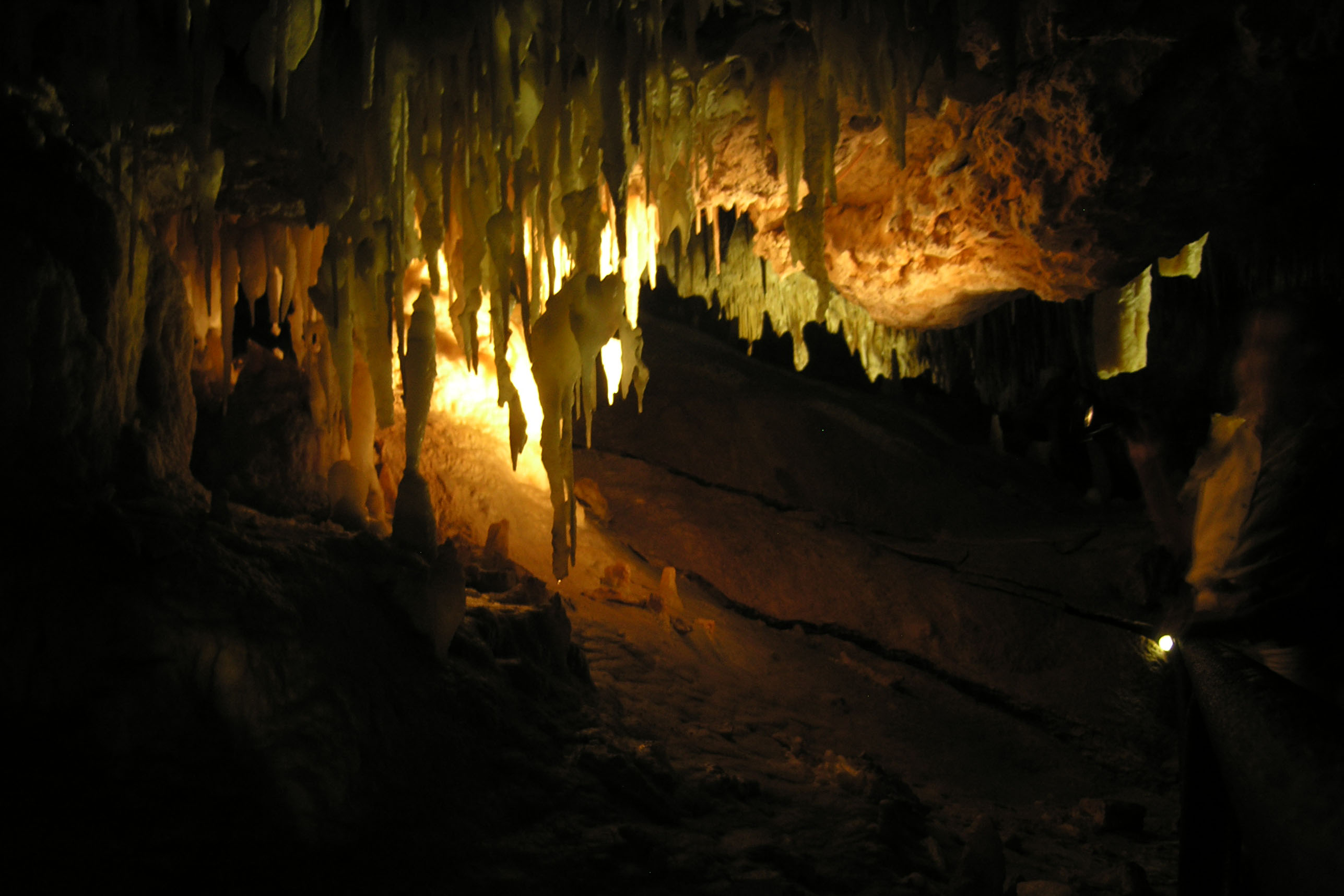
凯利山保育公园地下溶洞

坎加鲁岛上超过一半面积的植被是原生林，该岛四分之一的面积被定为国家公园、保育公园（Conservation Park）和自然保护区。

### 主要物种
由于岛屿与澳大利亚大陆隔离，岛上没有狐狸和兔，同时这两种动物也被严格禁止带上岛；在岛上养猫需要强制登记并植入晶片。坎加鲁岛的当地物种包括坎加鲁岛袋鼠（Kangaroo Island Kangaroo）、罗森伯格沙地巨蜥（Rosenberg's Sand Goanna）、澳棕短鼻袋狸（Southern Brown Bandicoot）、尤金袋鼠、刷尾负鼠、澳洲针鼹和新澳毛皮海狮以及六种蝙蝠和蛙类物种。岛上还有一种独一无二的脊椎动物物种，即被称为坎加鲁岛袋鼩的一种小型有袋类食肉动物。無尾熊、环尾袋鼦（Common Ringtail Possum）和鸭嘴兽被引入该岛并繁衍至今。该岛还曾有鸸鹋的一个亚种——袋鼠岛鸸鹋，但在1802年至成为欧洲殖民地的1836年间灭绝，据推测可能灭绝于森林大火或过度捕杀。
引入岛内的無尾熊在岛上繁衍生息，以至于他们喜欢的食物的来源曼纳胶树（Manna Gum）如今已经面临在当地灭绝的危险。無尾熊也因此只得转向采食其他不那么可口的食物。该岛还采取了包括绝育手术和转移到澳大利亚大陆上合适的空地点等管理方式，然而这一切都跟不上無尾熊的繁衍速度，唯一实际的手段也许是捕杀。然而当地政府反对这样做，担心这样会造成旅游业的抵制而造成经济衰退。
此外，坎加鲁岛还是在南澳濒临灭绝的辉凤头鹦鹉最后的栖息地。

### 国家和保育公园
- 弗林德斯·蔡斯国家公园（Flinders Chase National Park）
- 海豹湾保育公园（Seal Bay Conservation Park）
- 博尔达角保育公园（Cape Borda Conservation Park）
- 甘托姆角保育公园（Cape Gantheaume Conservation Park）
- 威洛比角保育公园（Cape Willoughby Conservation Park）
- 凯利山保育公园（Kelly Hill Conservation Park）

## 旅游观光

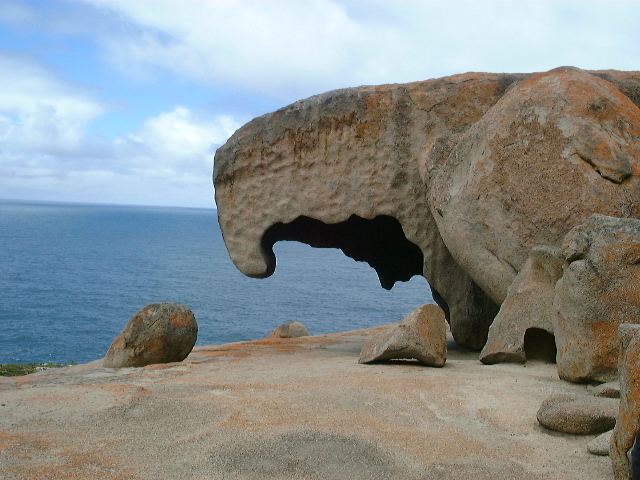
神奇岩石

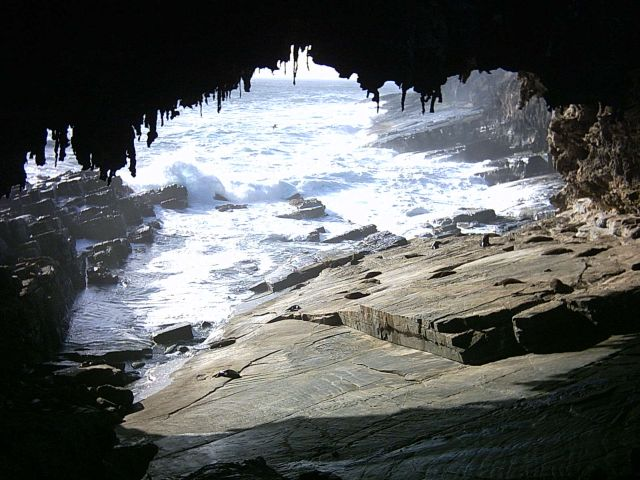
战舰拱门

坎加鲁岛是南澳最著名的旅游景点之一。调查报告显示，该岛每年接待游客超过14万人，其中34%为南澳本地的游客，35%为外国游客，国际游客主要来自美国和英国；超过95%的游客选择在岛上过夜，平均每名游客在岛上的停留时间约为4天。
岛上为游客熟知的景点主要分布在国家公园和保育公园内，包括：弗林德斯·蔡斯国家公园内的战舰拱门（Admiral's Arch）、神奇岩石（Remarkable Rocks），海豹湾（Seal Bay），凯利山（Kelly Hill）的岩洞，各个海角的灯塔，能够环视全岛的展望山（Prospect Hill），南部海岸的小撒哈拉（Little Sahara），许多水鸟栖息的默里潟湖（Murray Lagoon）和帕德那野生公园（Parndana Wildlife Park）等。

### 沉船和灯塔

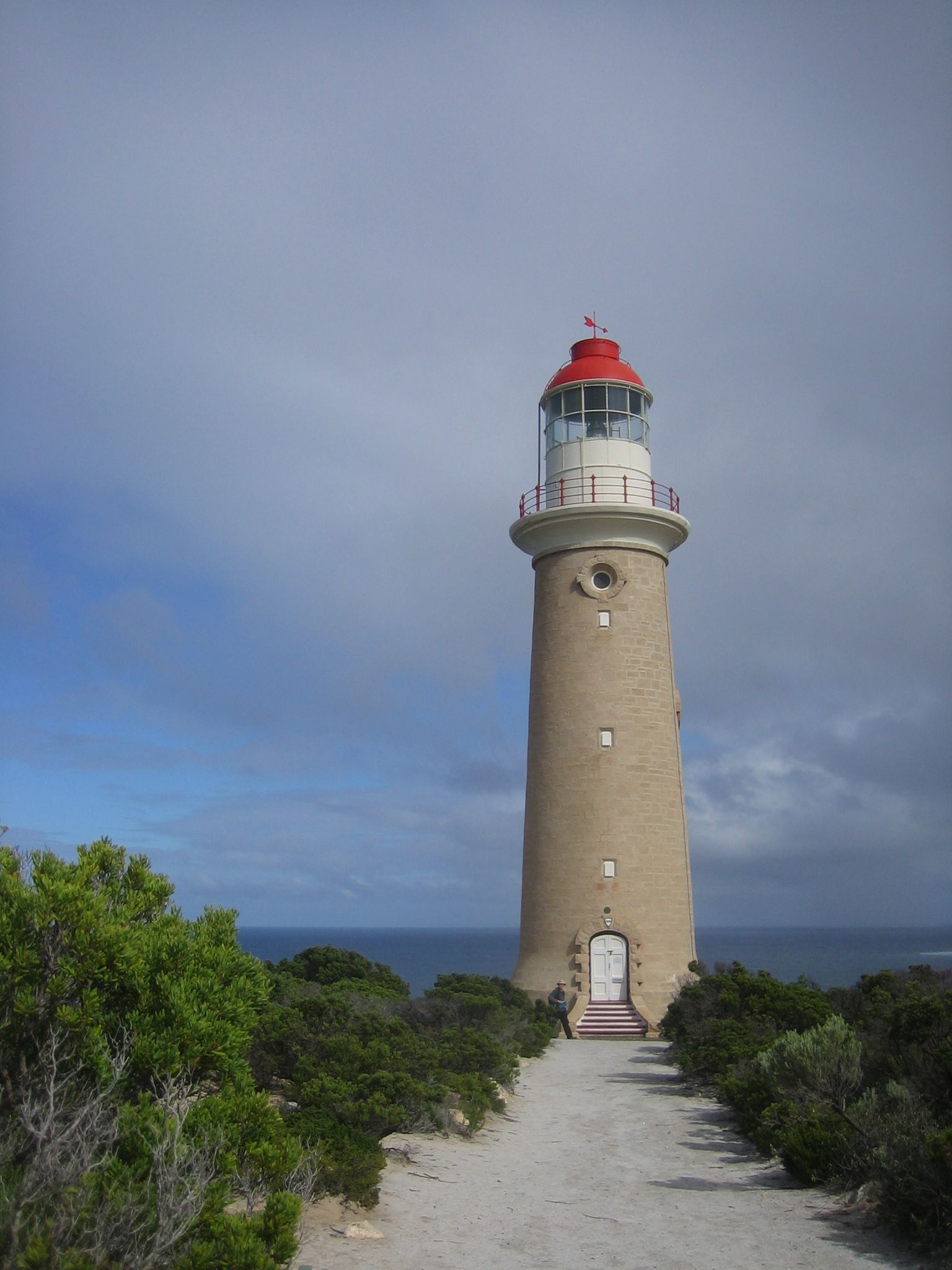
杜考迪克角灯塔

沉船遗骸和灯塔也是岛上的知名景点。曾经有大量的船只在坎加鲁岛的海岸线失事，其中最大的一艘是1935年3月20日在托伦斯角（Cape Torrens）沉没的波特兰号（Portland Maru），总计5,865吨重。造成最多人遇难的是1899年4月24日斯洛伊湖号（Loch Sloy）在毛佩求斯湾（Maurpetius Bay）失事的事故，31人被淹死，一个幸存的人后来也不幸身亡。此外，1905年9月的维那恰湖号（Loch Vennachar）事故造成了28人在西湾（West Bay）罹难。
南澳的第一个灯塔于1852年在岛上的威洛比角（Cape Willoughby）建立，博尔达角（Cape Borda）的灯塔建筑的时间为1858年，到了1902年又建立了杜考迪克角（Cape du Couedic）灯塔。所有的灯塔至今都在正常运作。

### 休闲活动
在坎加鲁岛北岸的海滩可以安全地游泳，包括鸸鹋湾、斯托克斯湾（Stokes Bay）和斯内灵海滩（Snelling Beach），以及达德利半岛的艾兰海滩（Island Beach）。南部海岸则因有危险的退浪流而更适合强壮和有经验的游泳者。同时，还可以选择在美洲河或西部河湾沿岸潜水观赏海底珊瑚悬崖与岩石礁堡。
该岛还组织各类运动比赛，包括澳式足球、板球、飞镖、卡丁车、草地滚球、篮网球、帆船、垒球、壁球和网球等。

## 外部連結
- 坎加鲁岛议会（页面存档备份，存于）（英文）
- 坎加鲁岛旅游信息中心（页面存档备份，存于）（英文）